# Taça dos Clubes Campeões Europeus de 1981–82
A Taça dos Campeões Europeus 1981–82 foi a 27ª edição da Taça dos Campeões Europeus. O torneio foi vencido pela primeira vez pelo Aston Villa ganhando a final contra o Bayern de Munique.
A final é lembrada principalmente pelo desempenho do jovem goleiro Nigel Spink, que fez uma série de defesas para garantir o triunfo dos ingleses. Foi o sexto ano consecutivo em que um clube inglês venceu a competição.
O Liverpool, atual campeão, foi eliminado pelo CSKA Sofia nas quartas-de-final.

## Fase preliminar
| Equipe 1      | Total | Equipe 2      | 1.º jogo | 2.º jogo |
| ------------- | ----- | ------------- | -------- | -------- |
| Saint-Étienne | 1–3   | Dynamo Berlin | 1–1      | 0–2      |

## Primeira fase
| Equipe 1              | Total | Equipe 2                     | 1.º jogo | 2.º jogo |
| --------------------- | ----- | ---------------------------- | -------- | -------- |
| Áustria Viena         | 3–2   | Partizani Tirana             | 3–1      | 0–1      |
| Dínamo de Kiev        | 2–1   | Trabzonspor                  | 1–0      | 1–1      |
| Dynamo Berlin         | 3–3¹  | Zürich                       | 2–0      | 1–3      |
| Aston Villa           | 7–0   | Valur                        | 5–0      | 2–0      |
| Widzew Łódź           | 2–6   | Anderlecht                   | 1–4      | 1–2      |
| Celtic                | 1–2   | Juventus                     | 1–0      | 0–2      |
| Ferencváros           | 3–5   | Baník Ostrava                | 3–2      | 0–3      |
| Hibernians            | 2–10  | Estrela Vermelha de Belgrado | 1–2      | 1–8      |
| Start                 | 1–4   | AZ                           | 1–3      | 0–1      |
| OPS                   | 0–8   | Liverpool                    | 0–1      | 0–7      |
| PFK CSKA Sofia        | 1–0   | Real Sociedad                | 1–0      | 0–0      |
| Progrès Niedercorn    | 1–5   | Glentoran                    | 1–1      | 0–4      |
| KB                    | 3–3²  | Athlone Town                 | 1–1      | 2–2      |
| Universitatea Craiova | 3–2   | Olympiacos                   | 3–0      | 0–2      |
| Benfica               | 4–0   | Omonia                       | 3–0      | 1–0      |
| Öster                 | 0–6   | Bayern de Munique            | 0–1      | 0–5      |

¹ Dinamo Berlin venceu no número de gols fora de casa.
² KB venceu no número de gols fora de casa.

### Esquema
| Primeira Fase         | Primeira Fase | Primeira Fase | Primeira Fase |  |                       | Segunda Fase           | Segunda Fase | Segunda Fase | Segunda Fase |  |  | Quartos-de-final      | Quartos-de-final | Quartos-de-final | Quartos-de-final |  |  | Meias-finais   | Meias-finais | Meias-finais | Meias-finais |  |  | Final          | Final |
|                       |               |               |               |  |                       |                        |              |              |              |  |  |                       |                  |                  |                  |  |  |                |              |              |              |  |  |                |       |
| Áustria Viena         | 3             | 0             | 3             |  |                       |                        |              |              |              |  |  |                       |                  |                  |                  |  |  |                |              |              |              |  |  |                |       |
| Partizani Tirana      | 1             | 1             | 2             |  |                       | Áustria Viena          | 0            | 1            | 1            |  |  |                       |                  |                  |                  |  |  |                |              |              |              |  |  |                |       |
| Dínamo Kiev           | 1             | 1             | 2             |  | Dínamo Kiev           | 1                      | 1            | 2            |              |  |  |                       |                  |                  |                  |  |  |                |              |              |              |  |  |                |       |
| Trabzonspor           | 0             | 1             | 1             |  |                       |                        |              |              |              |  |  | Dínamo Kiev           | 0                | 0                | 0                |  |  |                |              |              |              |  |  |                |       |
| Dynamo Berlin (gf)    | 2             | 1             | 3             |  |                       |                        |              |              |              |  |  | Aston Villa           | 0                | 2                | 2                |  |  |                |              |              |              |  |  |                |       |
| FC Zürich             | 0             | 3             | 3             |  |                       | Dynamo Berlin          | 1            | 1            | 2            |  |  |                       |                  |                  |                  |  |  |                |              |              |              |  |  |                |       |
| Aston Villa           | 5             | 2             | 7             |  | Aston Villa (gf)      | 2                      | 0            | 2            |              |  |  |                       |                  |                  |                  |  |  |                |              |              |              |  |  |                |       |
| Valur                 | 0             | 0             | 0             |  |                       |                        |              |              |              |  |  |                       |                  |                  |                  |  |  | Aston Villa    | 1            | 0            | 1            |  |  |                |       |
| Widzew Łódź           | 1             | 1             | 2             |  |                       |                        |              |              |              |  |  |                       |                  |                  |                  |  |  | Anderlecht     | 0            | 0            | 0            |  |  |                |       |
| Anderlecht            | 2             | 4             | 6             |  |                       | Anderlecht             | 3            | 1            | 4            |  |  |                       |                  |                  |                  |  |  |                |              |              |              |  |  |                |       |
| Celtic Glasgow        | 1             | 0             | 1             |  | Juventus              | 1                      | 1            | 2            |              |  |  |                       |                  |                  |                  |  |  |                |              |              |              |  |  |                |       |
| Juventus              | 0             | 2             | 2             |  |                       |                        |              |              |              |  |  | Anderlecht            | 2                | 2                | 4                |  |  |                |              |              |              |  |  |                |       |
| Ferencváros           | 3             | 0             | 3             |  |                       |                        |              |              |              |  |  | Estrela Vermelha      | 1                | 1                | 2                |  |  |                |              |              |              |  |  |                |       |
| Baník Ostrava         | 2             | 3             | 5             |  |                       | Baník Ostrava          | 3            | 0            | 3            |  |  |                       |                  |                  |                  |  |  |                |              |              |              |  |  |                |       |
| Hibernians FC         | 1             | 1             | 2             |  | Estrela Vermelha      | 1                      | 3            | 4            |              |  |  |                       |                  |                  |                  |  |  |                |              |              |              |  |  |                |       |
| Estrela Vermelha      | 2             | 8             | 10            |  |                       |                        |              |              |              |  |  |                       |                  |                  |                  |  |  |                |              |              |              |  |  | Aston Villa    | 1     |
| IK Start              | 1             | 0             | 1             |  |                       |                        |              |              |              |  |  |                       |                  |                  |                  |  |  |                |              |              |              |  |  | Bayern Munique | 0     |
| AZ Alkmaar            | 3             | 1             | 4             |  |                       | AZ Alkmaar             | 2            | 2            | 4            |  |  |                       |                  |                  |                  |  |  |                |              |              |              |  |  |                |       |
| OPS                   | 0             | 0             | 0             |  | Liverpool             | 2                      | 3            | 5            |              |  |  |                       |                  |                  |                  |  |  |                |              |              |              |  |  |                |       |
| Liverpool             | 1             | 7             | 8             |  |                       |                        |              |              |              |  |  | Liverpool             | 1                | 0                | 1                |  |  |                |              |              |              |  |  |                |       |
| CSKA Sofia            | 1             | 0             | 1             |  |                       |                        |              |              |              |  |  | CSKA Sofia (a.p.)     | 0                | 2                | 2                |  |  |                |              |              |              |  |  |                |       |
| Real Sociedad         | 0             | 0             | 0             |  |                       | CSKA Sofia (gf)/(a.p.) | 2            | 1            | 3            |  |  |                       |                  |                  |                  |  |  |                |              |              |              |  |  |                |       |
| Progrès Niedercorn    | 1             | 0             | 1             |  | Glentoran FC          | 0                      | 2            | 2            |              |  |  |                       |                  |                  |                  |  |  |                |              |              |              |  |  |                |       |
| Glentoran FC          | 1             | 4             | 5             |  |                       |                        |              |              |              |  |  |                       |                  |                  |                  |  |  | CSKA Sofia     | 4            | 0            | 4            |  |  |                |       |
| KB (gf)               | 1             | 2             | 3             |  |                       |                        |              |              |              |  |  |                       |                  |                  |                  |  |  | Bayern Munique | 3            | 4            | 7            |  |  |                |       |
| Athlone Town          | 1             | 2             | 3             |  |                       | Kjøbenhavns Boldklub   | 1            | 1            | 2            |  |  |                       |                  |                  |                  |  |  |                |              |              |              |  |  |                |       |
| Universitatea Craiova | 3             | 0             | 3             |  | Universitatea Craiova | 0                      | 4            | 4            |              |  |  |                       |                  |                  |                  |  |  |                |              |              |              |  |  |                |       |
| Olympiakos            | 0             | 2             | 2             |  |                       |                        |              |              |              |  |  | Universitatea Craiova | 0                | 1                | 1                |  |  |                |              |              |              |  |  |                |       |
| Benfica               | 3             | 1             | 4             |  |                       |                        |              |              |              |  |  | Bayern Munique        | 2                | 1                | 3                |  |  |                |              |              |              |  |  |                |       |
| Omonia Nicosia        | 0             | 0             | 0             |  |                       | Benfica                | 0            | 1            | 1            |  |  |                       |                  |                  |                  |  |  |                |              |              |              |  |  |                |       |
| Östers IF             | 0             | 0             | 0             |  | Bayern Munique        | 0                      | 4            | 4            |              |  |  |                       |                  |                  |                  |  |  |                |              |              |              |  |  |                |       |
| Bayern Munique        | 1             | 5             | 6             |  |                       |                        |              |              |              |  |  |                       |                  |                  |                  |  |  |                |              |              |              |  |  |                |       |

## Segunda fase
| Equipe 1       | Total | Equipe 2              | 1.º jogo | 2.º jogo |
| -------------- | ----- | --------------------- | -------- | -------- |
| Áustria Viena  | 1–2   | Dínamo de Kiev        | 0–1      | 1–1      |
| Dynamo Berlin  | 2–2¹  | Aston Villa           | 1–2      | 1–0      |
| Anderlecht     | 4–2   | Juventus              | 3–1      | 1–1      |
| Baník Ostrava  | 3–4   | Estrela Vermelha      | 3–1      | 0–3      |
| AZ             | 4–5   | Liverpool             | 2–2      | 2–3      |
| PFK CSKA Sofia | 3–2   | Glentoran             | 2–0      | 1–2      |
| KB             | 2–4   | Universitatea Craiova | 1–0      | 1–4      |
| Benfica        | 1–4   | Bayern de Munique     | 0–0      | 1–4      |

¹ Aston Villa venceu no número de gols fora de casa.

## Quartas de final
| Equipe 1              | Total | Equipe 2          | 1.º jogo | 2.º jogo |
| --------------------- | ----- | ----------------- | -------- | -------- |
| Dínamo de Kiev        | 0–2   | Aston Villa       | 0–0      | 0–2      |
| Anderlecht            | 4–2   | Estrela Vermelha  | 2–1      | 2–1      |
| Liverpool             | 1–2   | PFK CSKA Sofia    | 1–0      | 0–2      |
| Universitatea Craiova | 1–3   | Bayern de Munique | 0–2      | 1–1      |

### Jogos de ida
| 3 de Março de 1982 | Dynamo de Kyiv | 0 – 0  | Aston Villa | Lokomotiv Stadium, Simferopol                                   |
| 19:00              |                | Report |             | Público: 30,000 Árbitro: Walter Eschweiler (Alemanha Ocidental) |

| 3 de Março de 1982 | Anderlecht              | 2 – 1  | Estrela Vermelha |  |
|                    | Geurts 27' · Lozano 63' | Report | Ǵurovski 52'     |  |

| 3 de Março de 1982 | Liverpool  | 1 – 0  | PFK CSKA Sofia | Anfield, Liverpool |
|                    | Whelan 65' | Report |                | Público: 27,388    |

| 4 de Março de 1982 | Universitatea Craiova | 0 – 2  | Bayern de Munique            | Central, Craiova |
|                    |                       | Report | Breitner 7' · Rummenigge 20' |                  |

### Jogos de volta
| 17 de Março de 1982 | Aston Villa          | 2 – 0  | Dynamo de Kyiv | Villa Park, Birmingham                                   |
| 19:30               | Shaw 7' McNaught 43' | Report |                | Público: 38 579 Árbitro: Marcel van Langenhove (Bélgica) |

Aston Villa ganhou por 2–0 no agregado.
| 17 de Março de 1982 | Estrela Vermelha | 1 – 2  | Anderlecht                    |  |
|                     | Savić 45' (pen)  | Report | Hofkens 33' · Vercauteren 60' |  |

Anderlecht ganhou por 4–2 no agregado.
| 17 de Março de 1982 | PFK CSKA Sofia     | 2 – 0 pro | Liverpool | Vasil Levski, Sofia |
|                     | Mladenov 77', 101' | Report    |           | Público: 70,000     |

CSKA Sofia ganhou por 2–1 no agregado.
| 17 de Março de 1982 | FC Bayern München | 1 – 1  | Universitatea Craiova |  |
|                     | D. Hoeneß 21'     | Report | Geolgău 30'           |  |

Bayern de Munique ganhou por 3–1 no agregado.

## Semifinal
| Equipe 1       | Total | Equipe 2          | 1.º jogo | 2.º jogo |
| -------------- | ----- | ----------------- | -------- | -------- |
| Aston Villa    | 1–0   | Anderlecht        | 1–0      | 0–0      |
| PFK CSKA Sofia | 3–5   | Bayern de Munique | 2–3      | 1–2      |

### Jogos de ida
| 7 de Abril de 1982 | Aston Villa | 1 – 0  | Anderlecht |  |
|                    |             | Report |            |  |

| 7 de Abril de 1982 | PFK CSKA Sofia                   | 2 – 3  | FC Bayern München | Vasil Levski, Sofia                       |
|                    | Dürnberger 27' · D. Hoeneß 32' · | Report |                   | Público: 70,000 Árbitro: Lambert (França) |

### Jogos de volta
| 21 de Abril de 1982 | Anderlecht | 0 – 0  | Aston Villa |  |
|                     |            | Report |             |  |

Aston Villa ganhou por 1–0 no agregado.
| 7 de Abril de 1982 | FC Bayern München | 2 – 0  | PFK CSKA Sofia              | Olympiastadion, Munique |
|                    |                   | Report | Breitner 68' 47' (pen.)<br= |                         |

Bayern de Munique ganhou por 5–4 no agregado.

## Final
| 26 de maio de 1982 | Aston Villa | 1–0 | Bayern de Munique | De Kuip, Roterdã                                  |
|                    | Withe 67'   |     |                   | Público: 39,776 Árbitro: Georges Konrath (França) |

| Taça dos Campeões Europeus 1981-82 |
| Inglaterra                         |
| ---------------------------------- |
| Aston Villa (1ºtítulo)             |

## Artilheiros
| Ranking | Jogador               | Equipe            |
| ------- | --------------------- | ----------------- |
| 1       | Dieter Hoeneß         | Bayern de Munique |
| 2       | Karl-Heinz Rummenigge | Bayern de Munique |
| 3       | Paul Breitner         | Bayern de Munique |
| 3       | Willy Geurts          | Anderlecht        |